# 러빙헛
러빙헛(Loving Hut)은 베트남 출신 신흥종교 지도자 칭하이 무상사가 설립한 칭하이 무상사 국제협회에서 만든 채식 식당 브랜드이다. 러빙헛은 각 레스토랑이 독립적으로 소유 및 운영되며 자체 메뉴를 설정하는 비건 레스토랑 체인이다. 아프리카, 아시아, 유럽, 남미, 북미 및 오세아니아에 위치가 있다. 2017년 기준 35개국에 200개 이상의 지점을 보유하고 있다. 슬로건은 "Be Vegan, Make Peace!"이다.
러빙헛 프랜차이즈에는 패스트푸드, 패스트 캐주얼, 풀서비스 레스토랑에 이르는 다양한 서비스 모델이 있다. 각 레스토랑은 자신만의 메뉴를 자유롭게 만들 수 있지만 대만 러빙헛 본사에서는 러빙헛의 비건 음식 기준 가이드를 발행했다. 가이드에는 건강 문제를 언급하면서 성분을 "비건(Vegan)", "비채식(non Vegan)" 또는 "금지(Avoid)"로 표시한다. 피해야 할 성분 중에는 MSG 및 기타 글루타메이트, 인공 식용 색소, 인공 감미료 및 유전자 변형 식품 또는 성분이 있다. 음식이나 음료에 알코올이 금지되어 있으며 모든 레스토랑은 금연 구역이며 일부 레스토랑에서는 무알코올 와인과 맥주를 제공한다. 본사와 지역 사무소에서는 식품 수입 및 수출, 레시피, 인력 및 교육과 관련하여 모든 레스토랑에 다양한 서비스를 제공한다. 이 프랜차이즈는 대만에 자체적으로 다양한 비건 고기 유사품, 비건 유제품 유사품, 대량 식품, 제과류 및 조미료(간장 등)를 생산하는 공장을 보유하고 있으며 레스토랑에서 현지 재배 농산물을 사용하도록 권장한다.